# Госио, Бартоломео
Бартоломео Госио (итал. Bartolomeo Gosio; 17 марта 1863, Мальяно-Альфьери Италия — 13 апреля 1944, Рим) — итальянский врач, микробиолог.
Госио обнаружил в плесени продукт с антибактериальными свойствами и представил его в чистом виде. Эта микофеноловая кислота была первым, хорошо описанным антибиотиком в истории. Он также показал, что некоторые плесневые грибки могут превращать неорганические формы мышьяка в токсичный органический газ. В результате обои, напечатанные мышьяковыми красками, были признаны опасными для здоровья. Как директор научной лаборатории государственной службы здравоохранения в Риме, начиная с 1899 года он внёс важный вклад в борьбу с малярией в Италии.

## Биография
Госио родился в Мальяно-Альфьери, Пьемонт, Италия. Его отец Джакомо Госио, ветеринарный врач, рано умер и его воспитывала его мать Антониетта Троя. Он изучал медицину в Туринском университете и в Королевском университете (Университет Сапиенца в Риме).
В 1888 году он получил медицинскую степень и был назначен в лабораторию бактериологии и химии Национального института гигиены («Istituto Superiore di Sanità») в Риме. Обучался у Макса Рубнера в Берлине. В 1899 году он стал директором Научной лаборатории службы здравоохранения («Laboratori Scientifici della Direzione di Sanità») в Риме, где проработал до самой смерти.

## Научная деятельность

### Открытие газа Госио
В начале 1830-х годов произошла эпидемия внезапной детской смерти неизвестного происхождения. Госио начал расследовать причину. Подозревая источник эпидемии из окружающей среды, он проверял плесень, растущую внутри домов. В то время обои в доме украшались цветами, для которых использовался мышьяк. Он экспериментально выращивал эти формы на картофельном пюре, смешанном с оксидом мышьяка. В 1891 году он правильно идентифицировал возбудителя как пары, образующиеся от плесени, растущей на обоях. Он выделил пар как летучие соединение, который получил название «Gosio gas». Гасио продемонстрировал, что пары легко убивают лабораторных крыс, парализуя их нервную систему. Лабораторная мышь умерла через минуту после воздействия на неё этими парами. Он выделил несколько штаммов плесени, которые могут производить токсичные пары. Однако он неправильно определил основное химическое соединение как диэтиларсин. (Только в 1921 году английский химик Фредерик Челленджер правильно описал его как триметиларсин, соединение арсина, которое уже было синтезировано в 1854 году.)

### Открытие микофеноловой кислоты
Госио открыл новый антибиотик в 1893 году из грибка. Он вырастил грибок на испорченной кукурузе и назвал его «Penicillium glaucum». (Но позже этот вид был переименован в «Пеницилл коротко-компактный»). В 1896 году он смог выделить кристаллы соединения против бактерии возбудителя сибирской язвы. Это был первый антибиотик, который был выделен в чистом и кристаллизованном виде. Но открытие было забыто. Оно было вновь открыто двумя американскими учеными С. Л. Алсбергом и О. М. Блэком в 1912 г. и получило название «микофеноловая кислота». Было доказано, что соединение обладает противовирусной, противогрибковой, антибактериальной, противораковой и антипсориазной активностью. Несмотря на то, что она не продается в качестве антибиотика, её модифицированное соединение (производное сложного эфира) является одобренным иммунодепрессантом для трансплантации почки, сердца и печени и продается под маркой «CellCept» (микофенолят мофетил; Roche) и «Myfortic» (микофенолат натрия; Новартис).